# Hellmut von der Chevallerie
Hellmut von der Chevallerie (9 de noviembre de 1896 - 1 de junio de 1965) fue un general en la Wehrmacht de la Alemania Nazi durante la II Guerra Mundial, quien comandó la 13.ª División Panzer. Recibió la Cruz de Caballero de la Cruz de Hierro.

## II Guerra Mundial
El 9 de marzo de 1942 Chevallerie asumió el mando de la 10.ª Brigada de Rifles, y mantuvo este mando hasta la redesignación de la unidad como 10.ª División de Granaderos Panzer. Después de pasar parte del verano de 1942 en la reserva, asumió el mando de la 22.ª División Panzer el 8 de octubre de 1942, que estaba en reserva en la curva del río Don en ese momento. El 1 de noviembre fue promovido a Generalmajor y recibió el mando de la 13.ª División Panzer, que lideró en la Batalla del Cáucaso. Gravemente herido solo un mes después de asumir el mando, tuvo que dejar el mando a su adjunto Wilhelm Crisolli el 1 de diciembre de 1942, y no volvió al mando hasta el 15 de mayo de 1943. Mientras tanto, había recibido la Cruz de Caballero de la Cruz de Hierro el 30 de abril de 1943 y había sido promovido a Generalleutnant el 1 de mayo de 1943. El 25 de octubre de 1943 fue herido de nuevo y fue trasladado a la reserva (Führerreserve).
El 15 de noviembre de 1943 asumió el mando de la 273.ª División Panzer de Reserva en el sudoeste de Francia, y volvió a la reserva el 10 de mayo de 1944. El 15 de agosto de 1944 tomó el mando de la 233.ª División Panzer de Reserva en Dinamarca. El 1 de noviembre de 1944 recibió el mando del Área de Entrenamiento de Bergen, y volvió a la reserva el 20 de febrero de 1945. El 1 de abril asumió el mando del Sudetengau, que entregó el 9 de mayo de 1945 después de la capitulación de Alemania, y fue confinado como prisionero de guerra hasta junio de 1947.

## Condecoraciones
- Broche de la Cruz de Hierro (1939) 2.ª Clase (8 de julio de 1941) & 1.ª Clase (20 de julio de 1941)[3]
- Cruz de Caballero de la Cruz de Hierro el 30 de abril de 1943 como Generalmajor y comandante de la 13.ª División Panzer[4]